# Die Mutter (Pearl S. Buck)
Die Mutter (im Original The Mother) ist ein Roman der US-amerikanischen Autorin Pearl S. Buck aus dem Jahr 1934. Die erste Übersetzung ins Deutsche erschien ebenfalls bereits 1934. Keine der handelnden Personen wird namentlich genannt.

## Inhalt
Eine Mutter lebt mit ihrem Mann, zwei Söhnen und einer Tochter in einem kleinen Dorf. Als der Bauer seine Familie verlässt, verbreitet sie unter ihren Nachbarn, ihr Mann habe eine gut bezahlte Arbeit in einer fernen Stadt gefunden. Später erzählt sie, er sei bei einem Brand ums Leben gekommen. Das Landleben einer alleinerziehenden Frau ist hart. Unterstützung erhält die Mutter vom Bruder ihres Mannes und dessen Frau. Durch eine Affäre mit dem Verwalter des Landbesitzers schwanger, nimmt sie eine illegale Abtreibung vor. Der ältere Sohn ist fleißig und nimmt zunehmend die Rolle des Familienoberhaupts ein. Der jüngere Sohn ist arbeitsscheu. Er treibt sich lieber in der Stadt herum. Weil die Tochter erblindet ist und in diesem Zustand keinen guten Ehepartner findet, wird sie in eine asoziale Familie hinein verheiratet. Bald darauf stirbt sie. Die Mutter fürchtet, dass sie durch ihre Sünden einen Fluch auf sich geladen und damit das Unglück ihrer Tochter verursacht habe. Der jüngere Sohn wird hingerichtet, weil er kommunistische Bücher in Umlauf gebracht hat. Am Tag seines Todes bringt die Frau des älteren Sohnes einen gesunden männlichen Säugling zur Welt. 

## Deutsche Ausgabe
- Pearl S. Buck: Die Mutter. Deutsch von Richard Hoffmann. rororo Taschenbuch 69, 1952. 161 Seiten; zuerst erschienen bei Zsolnay, Berlin/Wien/Leipzig 1934.

## Links
- Rezension auf Leselust